# Paryż (Białoruś)

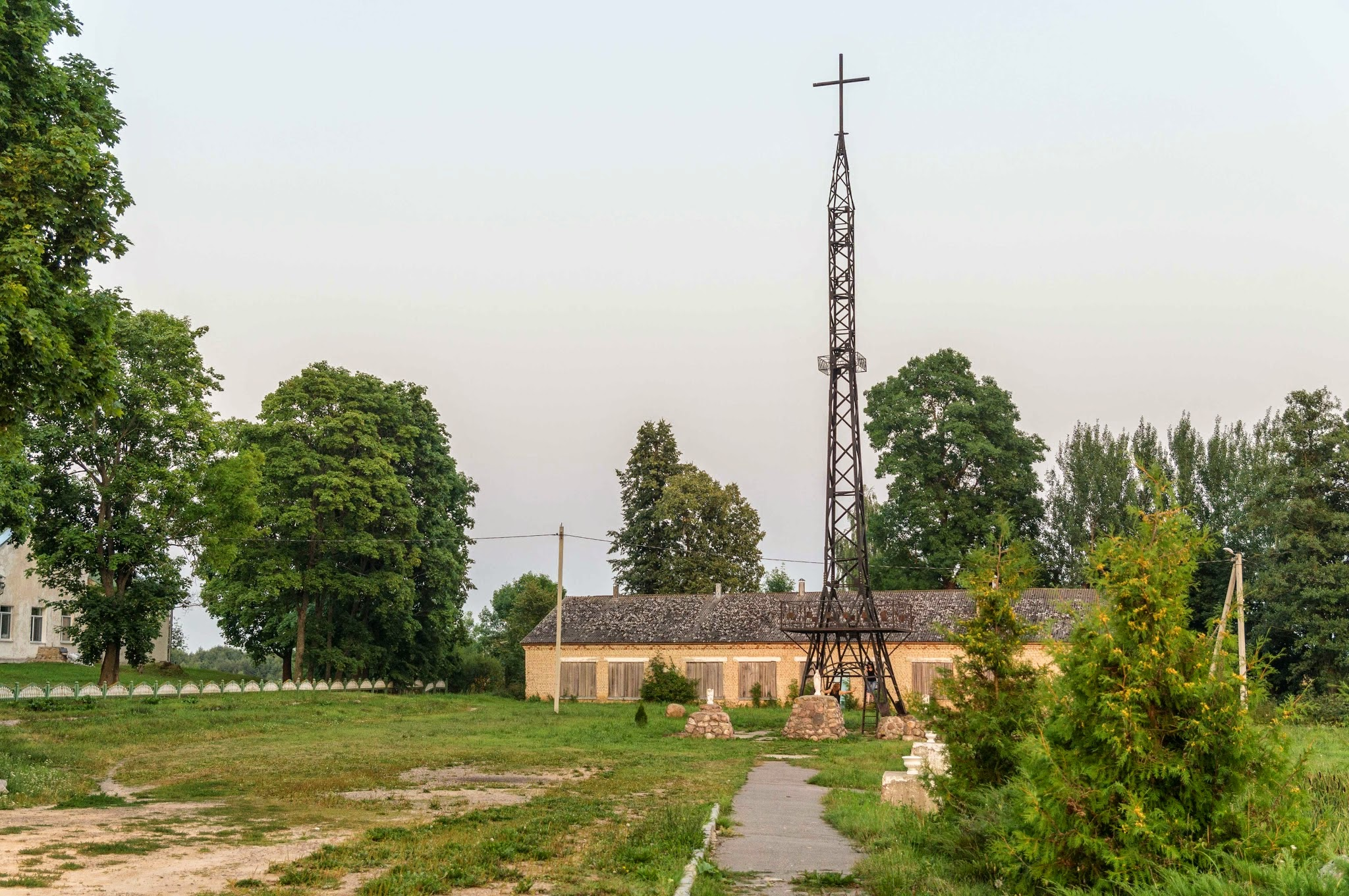
30-metrowy krzyż

Paryż (błr. Парыж, Paryż; ros. Париж, Pariż) – agromiasteczko na Białorusi, w obwodzie witebskim, w rejonie postawskim. Wchodzi w skład sielsowietu Kozłowszczyzna.

## Współczesność
Na trasie linii kolejowej z Woropajewa do Głębokiego znajduje się przystanek kolejowy Nowodruck.
W miejscowości znajduje się szkoła, poczta, dom kultury, biblioteka, szpital, oddział banku i dwa sklepy, z których jeden nazywa się Paryż.
W Paryżu znajduje się wieża o wysokości 30 m, konstrukcją nawiązująca do wieży Eiffla, na której znajduje się krzyż.

## Historia
Według jednej z wersji wieś otrzymała nazwę podczas inwazji na Rosję w 1812 r., kiedy przejeżdżający tędy Napoleon Bonaparte miał powiedzieć "jak w Paryżu". Według innej miał to być kaprys miejscowego ziemianina.
W 1870 roku wieś w guberni wileńskiej Imperium Rosyjskiego.
Wieś została opisana w Słowniku geograficznym Królestwa Polskiego. Z opisu wynika, że w 1886 roku folwark leżał w okręgu wiejskim żelezowskim, w gminie Łuck, w powiecie dziśnieńskim. Folwark należał do książąt Lubeckich.
W okresie międzywojennym ówczesny folwark Paryż leżał w granicach II Rzeczypospolitej w gminie wiejskiej Kozłowszczyzna, w powiecie postawskim, w województwie wileńskim.
Według Powszechnego Spisu Ludności z 1921 roku zamieszkiwało tu 95 osób, 55 było wyznania rzymskokatolickiego, 40 prawosławnego. Jednocześnie 9 mieszkańców zadeklarowało polską przynależność narodową a 86 białoruską. Było tu 6 budynków mieszkalnych. W 1931 w 6 domach zamieszkiwało 28 osób.
W 1938 roku miejscowość należała do gromady Osinogródek gminy Kozłowszczyzna.
W 1973 r. zmieniono nazwę wsi na Nowodruck, jednak po wielu prośbach mieszkańców 16 czerwca 2006 r. przywrócono historyczną nazwę.
Po agresji ZSRR na Polskę w 1939 roku wieś znalazła się w granicach BSRR. W latach 1941–1944 była pod okupacją niemiecką. Następnie leżała w BSRR. Od 1991 roku w Republice Białorusi.

## Parafia rzymskokatolicka
Parafia św. Józefa w Paryżu leży w dekanacie postawskim diecezji witebskiej. Z inicjatywy proboszcza parafii w Mosarzu ks. Józefa Bułki przebudowano budynek sklepu na kościół parafialny.

## Osoby związane z Paryżem
- Auhien Żychar – białoruski poeta i działacz niepodległościowy